# Führerbunker
Pour les articles homonymes, voir Bunker.
- 1. mur (2,2 m d'épaisseur)
- 2. pièce de ventilation[a]
- 3. consigne
- 4. sortie vers le jardin par des escaliers
- 5. chambre de Goebbels
- 6. infirmerie
- 7. lit
- 8. coffre-fort
- 9. chaise
- 10. table
- 11. armoire
- 12. bureau de Goebbels et chambre du médecin
- 13. salle de réunion
- 14. salle de réunion/salle des plans et cartes
- 15. standard téléphonique, bureau de Bormann et salle des gardes[a]
- 16. générateur/ventilateur
- 17. bureau de Hitler
- 18. salle de bains/dressing-room
- 19. chambre d'Eva Braun
- 20. salle d'interrupteurs électriques
- 21. toilettes
- 22. corridor/salon
- 23. doubles portes renforcées
- 24. corridor/salon
- 25. escaliers menant au Vorbunker
- 26. bureau
- 27. canapé
- 28. chaises
- 29. chambre de Hitler
- 30. salon de Hitler

Plan du Führerbunker :
.

Le Führerbunker en français : « la casemate du Führer » est le nom usuellement employé pour désigner un complexe de salles souterraines construit au centre de Berlin pendant le Troisième Reich, qui était l'un des Führerhauptquartiere (Quartier général du Führer) dont disposait Adolf Hitler. C'est là qu'il s'est retranché puis suicidé à la fin de la Seconde Guerre mondiale, alors que les troupes soviétiques progressaient vers la capitale allemande puis y pénétraient.
Il était en réalité composé de deux bunkers reliés entre eux par des escaliers à angle droit : le Vorbunker (« pré-bunker ») était le plus ancien, et le Führerbunker le plus récent. Le Führerbunker était situé à environ 8,2 mètres sous le jardin de la Neue Reichskanzlei (nouvelle chancellerie du Reich), au 77 Wilhelmstraße, à environ 120 mètres au nord de l'entrée de la nouvelle chancellerie, à l'ancienne 6 Voßstraße. Le Vorbunker était situé en dessous du grand hall à l'arrière de l'ancienne chancellerie, laquelle était reliée à la nouvelle. Le Führerbunker était situé un peu plus bas que le Vorbunker et un peu plus à l'ouest (ou ouest-sud-ouest).
Le complexe comprenait environ trente petites pièces en deux niveaux. Il possédait des sorties menant aux bâtiments principaux et une sortie d'urgence donnant dans le jardin.
Les bunkers ont été construits en deux phases : le Luftschutzbunker en 1936 (abri anti-aérien de la Chancellerie, renommé Vorbunker en 1943), avec des murs extérieurs épais de 1,30 mètre et une dalle de toit de 1,60 mètre, et le Führerbunker en 1943.
Les ajouts de 1943 furent réalisés par l'entreprise Hochtief et firent partie d'un grand plan de construction souterraine berlinoise commencée en 1940. Les pièces occupées par Hitler se trouvaient dans la nouvelle section, plus profonde et surtout capable de résister aux bombes des Alliés, avec des murs extérieurs épais de 2,20 mètres et une dalle de toit de 4 mètres, et en février 1945 elles étaient garnies de meubles luxueux pillés ou récupérés à la Chancellerie, ainsi que de plusieurs œuvres d'art.
Il a été détruit dans les années 1990.

## Historique

### L'année 1945
Le 16 janvier 1945, Hitler emménage au Führerbunker. Il y est rejoint par les plus importants de ses officiers ou collaborateurs : d'abord Martin Bormann, puis Eva Braun, Joseph et Magda Goebbels avec leurs enfants, qui occupèrent le Vorbunker. Il y avait aussi du personnel auxiliaire, environ deux ou trois douzaines de personnes affectées au service médical ou administratif. Cet effectif inclut les secrétaires de Hitler, dont Traudl Junge, ainsi qu'une infirmière, Erna Flegel, le chargé des communications téléphoniques, Rochus Misch, son aide de camp Otto Günsche ou bien aussi son officier d'ordonnance Heinz Linge. La chienne de Hitler, Blondi, y était également ; Hitler la promenait souvent dans le jardin de la Chancellerie jusqu'au début des bombardements soviétiques en avril 1945.
Le bunker disposait d'une grande réserve de vivres et était pourvu en approvisionnements divers. Selon les récits, il protégea avec succès ses occupants des bombardements constants et meurtriers de la fin avril. Dans les derniers jours de sa vie, Hitler buvait plusieurs tasses de thé par jour (de dix à seize), même lorsqu'il y eut pénurie de thé. Beaucoup de personnes témoignèrent plus tard du bruit constant du système de ventilation destiné à aspirer un air saturé de poussière et de gaz carbonique, qui suscitait des maux de tête. L'atmosphère était d'autant plus lugubre que l'abri était construit sur la nappe de la rivière Sprée, les pièces suintant l'humidité.

#### Avril
Le 16 avril, l'Armée rouge commence la bataille de Berlin en attaquant les Allemands près des fleuves Oder et Neisse. À peine trois jours plus tard, les troupes soviétiques percent les lignes allemandes (bataille de Seelow, 16-19 avril 1945) et encerclent la capitale allemande.
Le 20 avril, jour d'anniversaire de Hitler, celui-ci remonte pour la dernière fois à la surface pour distribuer des Croix de fer à quelques enfants soldats des Jeunesses hitlériennes.
Le jour suivant, il donne des ordres qui montrent qu'il a perdu toute conscience de la réalité militaire. Il ordonne à ses troupes de contre-attaquer pour prendre en « tenaille » les troupes soviétiques encerclant Berlin. L'attaque au nord devait être menée par le général SS Felix Steiner et son unité. Celui-ci essaye d'expliquer à ses supérieurs que sa capacité offensive se réduit à deux bataillons de la 4e division de police, et que ceux-ci n'ont pas d'armes de guerre. Personne ne le dit à Hitler. L'attaque au sud était tout aussi peu réaliste : la 9e Armée allemande fut repoussée jusqu'à Halbe,.
Le 22 avril, lors de la conférence stratégique qu'il tient tous les après-midi, Hitler, déçu, est pris d'une violente crise de colère quand il apprend que ses plans du jour précédent ne seront pas concrétisés. Il déclare la guerre perdue, blâme les généraux et annonce qu'il restera à Berlin jusqu'à la fin avant de se suicider. Tentant d'apaiser sa colère, le général Alfred Jodl lui explique que la 12e armée allemande du général Walther Wenck qui affronte les Américains pourrait peut-être entrer dans Berlin parce que leurs adversaires, déjà sur l'Elbe, ne vont probablement pas aller au-delà vers l'est. Hitler prend une décision immédiate : en à peine quelques heures, Wenck a l'ordre de se retirer pour soutenir les troupes défendant déjà la capitale. Hitler réalise que si la 9e armée va à l'ouest, elle pourra rejoindre la 12e. Le soir même, le général à la tête de la 9e, Theodor Busse, est sommé de rejoindre Wenck et la 12e armée.
En dépit des ordres d'Hitler, à la date du 25 avril les Soviétiques ont consolidé leur encerclement de Berlin et leurs meilleures unités explorent et pénétrent les défenses du S-Bahn. À la fin de la journée, l'issue des combats ne fait plus de doute, les unités allemandes déployées dans la ville ne pouvant plus inverser le cours de la bataille. Les étapes décisives de la bataille ont déjà eu lieu en dehors de la ville.
Hitler fait venir de Munich le Generalfeldmarschall Robert von Greim pour qu'il prenne la tête de la Luftwaffe à la place de Hermann Göring, évincé. Le 26 avril, Greim est grièvement blessé par des tirs anti-aériens soviétiques en survolant Berlin dans le Fieseler Storch de sa maîtresse, la pilote Hanna Reitsch. Reitsch réussit à atterrir sur une piste improvisée dans le Tiergarten, près de la porte de Brandebourg,,.
Le même jour, Helmuth Weidling, un général d'artillerie, est désigné au commandement de la région de défense de Berlin. Hitler avait pourtant ordonné l'exécution de Weidling quatre jours plus tôt, le 22 avril, à la suite d'un malentendu sur un ordre de retraite donné par Weidling lorsqu'il était à la tête de la LVI Panzerkorps, commandement qu'il exerçait depuis seulement le 20 avril.
Le 28 avril, Hitler apprend qu'Heinrich Himmler a pris contact avec le comte suédois Folke Bernadotte à Lübeck et qu'il l'a mandaté pour remettre une proposition de paix au général américain Eisenhower. Fou de rage de ce « cavalier seul » de la part d'Himmler, Hitler ordonne à Robert von Greim et à Reitsch de rejoindre par les airs le quartier général de Karl Dönitz à Plön et assigne à Greim la tâche d'arrêter le « traître » Himmler.
Le général Hans Krebs donne son dernier appel téléphonique depuis le Führerbunker pour appeler le Generalfeldmarschall Wilhelm Keitel, chef de l'OKW, alors à Fürstenberg. Krebs dit à Keitel que, si des renforts n'arrivent pas sous quarante-huit heures, tout sera perdu. Keitel lui promet de faire pression sur les généraux Wenck et Busse. Au même moment, Bormann, secrétaire personnel de Hitler, envoie un télégramme à Dönitz : « Chancellerie (Reichskanzler), amas de décombres. ». Il continue en disant que la presse étrangère parle de nouvelles trahisons, et que « sans exception aucune, Schörner, Wenck et les autres se doivent de prouver leur loyauté en venant soutenir le Führer. ».
Dans la soirée, Greim et Reitsch s'envolent à bord d'un Arado Ar 96. Greim reçoit pour ordre de faire attaquer par la Luftwaffe les forces soviétiques, qui venaient d'arriver à la Potsdamer Platz (à seulement une rue du Führerbunker), et de s'assurer que Himmler soit puni. Craignant que Hitler ne s'échappe dans cet avion, les troupes de la 3e armée de choc soviétique, avançant dans le Tiergarten et venant du nord, essayent de détruire l'Arado. Leur tentative échoue et l'avion décolle avec succès,.
Pendant la nuit du 28 avril, Wenck informe Keitel que sa 12e armée a été repoussée sur tout le front ; le XX. Armeekorps parvient tout de même à entrer temporairement en contact avec la garnison de Potsdam. Selon Wenck, aucun renfort ne pourrait désormais aider Berlin, ni venant de la 12e, ni de la 9e, ni d'aucune autre. Keitel l'autorise à abandonner sa tentative de secourir Berlin.
À 4 heures du matin le 29 avril, le général Burgdorf, Goebbels, Below et Bormann assistent à la rédaction du dernier testament de Hitler et le signent en qualité de témoins. Hitler dicte le document à sa secrétaire Traudl Junge peu après avoir épousé Eva Braun,.
Tard le soir du 29 avril, Krebs contacte le général Alfred Jodl par radio : « Demande rapport immédiat. Primo position de l'avant-garde de Wenck. Deuxièmement, heure prévue pour l'attaque. Troisièmement, situation de la 9e Armée. Quatre, lieu exact de l'attaque de la 9e. Cinq, emplacement de l'avant-garde du général Rudolf Holste. ». Tôt le matin suivant, Jodl lui répond : « Primo, troupes de Wenck bloquées au sud du lac Schwielow. Deux, 12e Armée incapable de continuer l'attaque sur Berlin. Trois, la plus grande partie de la 9e est encerclée. Quatre, Corps de Holste sur la défensive. »,,,.
Dans la matinée du 30 avril, le Brigadeführer SS Wilhelm Mohnke, commandant du secteur centre de Berlin, informe Hitler que sa position ne pourra pas résister plus de deux jours. Plus tard le même matin, Weidling informe lui-même Hitler que les défenseurs utiliseront leurs dernières munitions le soir même et lui demande l'autorisation de tenter de s'échapper de la ville. Vers 13 heures, Weidling revenu à son QG du Bendlerblock reçoit l'aval de Hitler pour sa tentative de fuite.
L'après-midi du même jour, Adolf Hitler et Eva Braun se suicident, le premier en se tirant une balle dans la tête et la seconde en absorbant une capsule de cyanure. Conformément aux instructions laissées par Hitler, leurs corps sont incinérés dans le jardin de la Chancellerie. Aussi en accord avec le dernier testament d'Hitler, Joseph Goebbels, ministre de la Propagande, devient le nouveau chef du gouvernement et chancelier du Reich (Reichskanzler). À 3 h 15, Goebbels et Bormann envoient un message radio au Großadmiral Karl Dönitz pour l'informer de la mort du Führer, et le nommer, comme le voulait Hitler, nouveau « président du Reich » (Reichspräsident).
À la fin de la journée, les Soviétiques s'étaient emparés du Reichstag, symbole ultime de la chute de Berlin et l'un des derniers points d'appui des combattants allemands défendant la zone autour de la chancellerie et du Führerbunker.

#### Mai

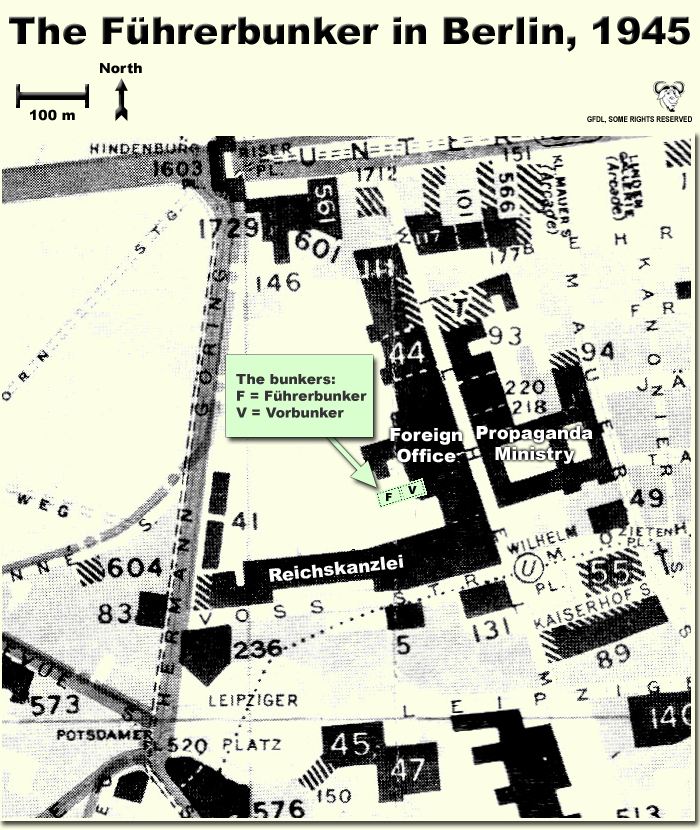
Carte de l'emplacement du Führerbunker au sein des bâtiments environnants du Berlin de l'époque.

Vers 4 h du matin le 1er mai, Krebs rencontre le général Tchouikov, commandant de la 8e Armée de la Garde soviétique. Il rentre bredouille de cet entretien, après avoir refusé d'ordonner une reddition sans conditions car seul le Reichskanzler Goebbels avait un tel pouvoir. Vers la fin de l'après-midi, Magda Goebbels tue leurs six enfants au cyanure. Magda et Joseph quittent le bunker vers 20 h ; près de l'entrée de celui-ci, ils mordent tous les deux des capsules de cyanure et, soit se suicident par balle en même temps, soit reçoivent le coup de grâce par les soins du garde SS désigné pour incinérer leurs dépouilles.
Weidling avait donné l'ordre aux survivants de s'échapper vers le nord-est à partir de 21 h le 1er mai, mais la tentative d'évasion intervint un peu plus tard que prévu, à 23 h. Le premier groupe, mené par Mohnke, évite le pont Weidendammer et traverse le fleuve sur une passerelle. Ce groupe est cependant coupé en deux (Mohnke lui-même ne parvient pas à s'échapper et, capturé le jour suivant, sera interrogé par le SMERSH). Le char Tigre qui précédait la première tentative de forcer le passage par le pont Weidendammer fut détruit. Deux autres tentatives par le même chemin s'ensuivirent et, lors de la troisième vers 1h00 le 2 mai, Bormann arriva à franchir la Spree mais fut tué tout près du pont, selon le témoignage d'Artur Axmann qui vit son corps en prenant le même chemin,.
Les SS français sont les « derniers défenseurs » du bunker, le bataillon Charlemagne étant la seule unité encore présente jusqu'au 2 mai, afin d'empêcher les Soviétiques de le prendre pour la fête du 1er mai.
À 1 h, les Soviétiques reçoivent un message radio du LVI Corps Allemand demandant un cessez-le-feu et annonçant que des émissaires viendraient sous la sauvegarde du drapeau blanc au pont Potsdamer. Tôt le matin du 2 mai, les Soviétiques prennent la Chancellerie. Weidling et ses collaborateurs se rendent vers 6 h.
Les généraux Burgdorf (qui avait joué un rôle primordial dans la mort d'Erwin Rommel) et Krebs avaient préféré le suicide. Il restait alors peu de monde dans le bunker ; ceux qui y étaient encore furent capturés par les Soviétiques le 2 mai. Les officiers soviétiques trouvèrent plus d'une douzaine de corps (apparemment ceux de suicidés) parmi les cendres de beaucoup de documents brûlés.

### Depuis la guerre

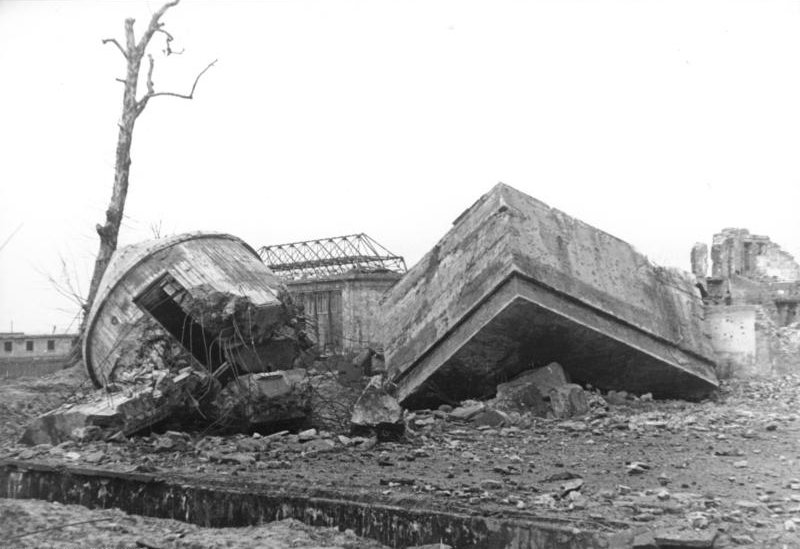
Ruines émergées du Führerbunker photographiées en 1947.

Les ruines des deux Chancelleries, l'ancienne et la nouvelle, furent démolies par les Soviétiques entre 1945 et 1949, mais le bunker lui-même resta plus ou moins intact, quoique certaines sections en fussent inondées. En 1947, les Soviétiques tentèrent de faire sauter le bunker, mais cela ne fit qu'endommager les murs de séparation. En fait seules les parties apparentes des bunkers furent détruites (tours d'aération et sortie de secours vers le jardin). De nombreuses photos montrent les blocs basculés au sol. En 1959, le gouvernement de la République démocratique allemande essaya à nouveau de détruire l'édifice, apparemment sans beaucoup d'effet. Laissé en friche en raison de sa proximité avec le mur de Berlin, le site fut délaissé jusqu'à la réunification de l'Allemagne. La construction de résidences et d'autres bâtiments, entreprise en 1988-1989, fit redécouvrir plusieurs sections souterraines du vieux bunker par des ouvriers, en particulier l'ancien garage souterrain de la chancellerie, et la plupart furent détruites.
L'ancienne Chancellerie était située au coin des Wilhelmstrasse et Vossstrasse. D'autres parties du complexe souterrain de ce bâtiment furent découvertes au cours de grands travaux se déroulant dans les années 1990, mais elles furent comblées ou rapidement réenfouies. En 1990, on rouvrit pourtant le bunker pour le prendre en photo. Seul le bunker supérieur fut entièrement détruit. Le Führerbunker fut arasé au niveau du toit uniquement. Ce sont les services de la Stasi qui filmèrent et photographièrent la construction avant et pendant les travaux de démolition.

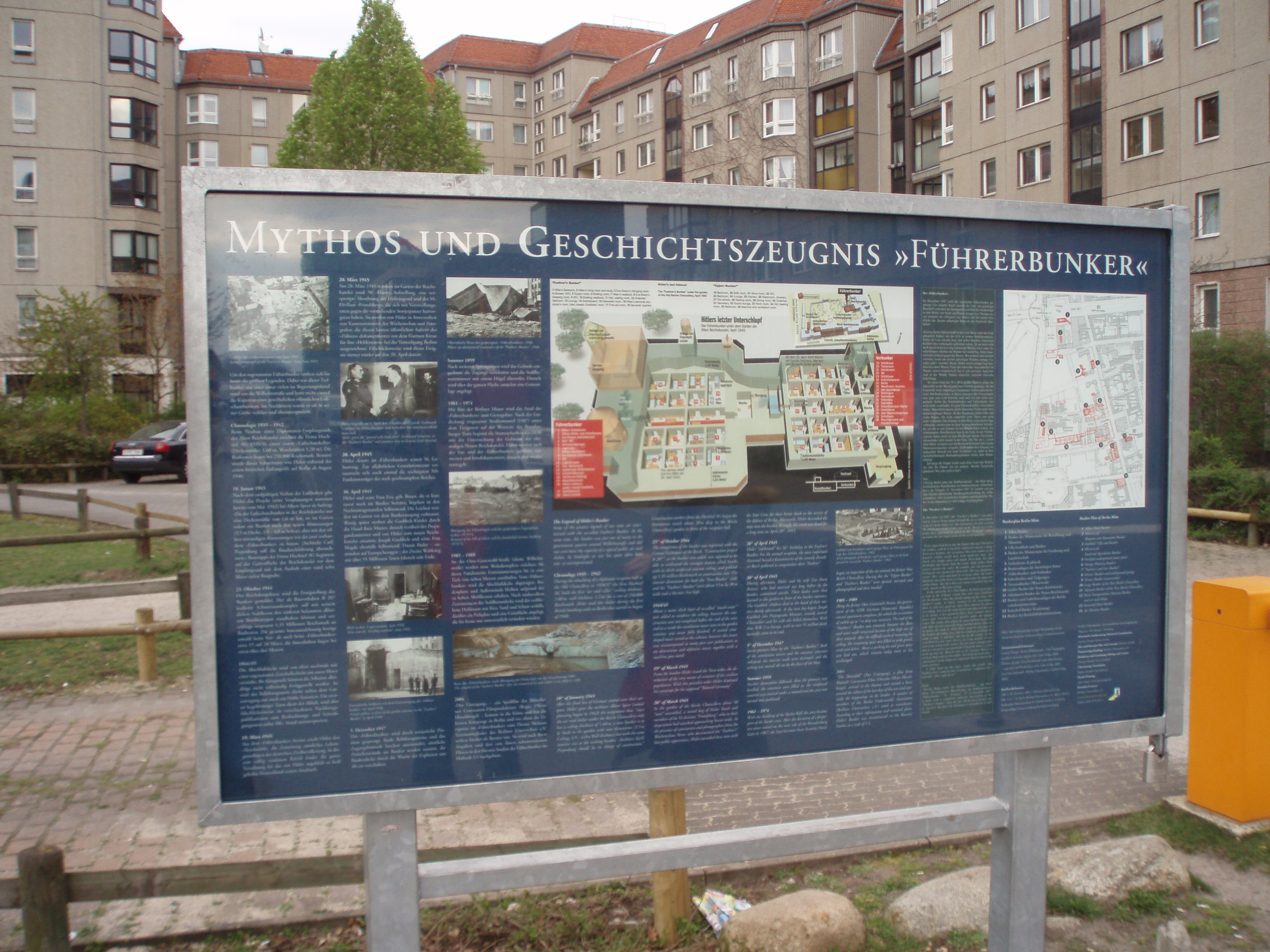
Avril 2007 : panneau devant l'emplacement du Führerbunker, titré
Mythe et histoire « Führerbunker »

Depuis 1945, les autorités redoutent que le site ne devienne un lieu de pèlerinage néo-nazi. L'attitude généralement adoptée pour conjurer ce risque a été de s'assurer que les lieux soient aussi anonymes que possible.
En 2005, l'emplacement du bunker n'était pas du tout identifié : ses environs immédiats étaient occupés par un petit restaurant chinois et un centre commercial ; l'endroit où se trouvait la sortie d'urgence du bunker (qui menait autrefois au jardin de la Chancellerie) était occupé par un parking.

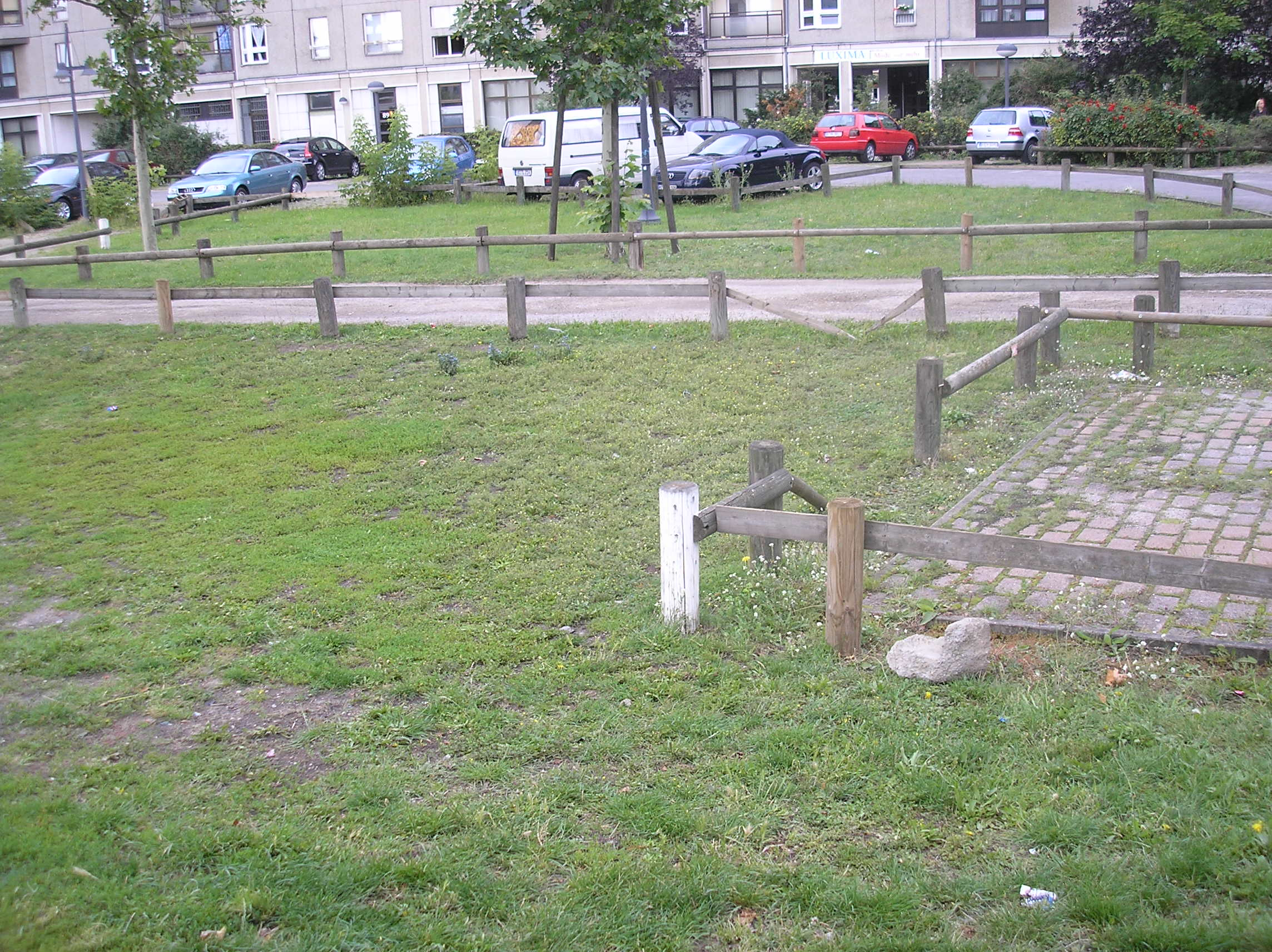
L'emplacement du Führerbunker en juillet 2007.

Le 8 juin 2006 un petit panneau y a été installé ; il comprend un schéma du bunker indiquant son emplacement exact. Le panneau se trouve au carrefour de In den Ministergärten et Gertrud-Kolmar-Strasse, deux petites rues situées à environ trois minutes de marche de Potsdamerplatz. Le téléphoniste Rochus Misch, un des derniers résidents du bunker encore en vie à l'époque, assista à la cérémonie d'inauguration de ce panneau.
En janvier 2015, le musée de l'espionnage d'Oberhausen (situé à 545 km de Berlin) envisage de présenter une reconstitution du Führerbunker, en réalité cinq des quarante pièces de l'édifice.